# Adolf Neuendorff
Adolf Neuendorff, nato Adolf Heinrich Anton Magnus Neuendorff (Amburgo, 13 giugno 1843 – New York, 4 dicembre 1897), è stato un compositore, pianista e violinista tedesco naturalizzato statunitense, che nella sua carriera fu anche direttore d'orchestra, direttore di teatro e impresario teatrale.

## Biografia
Nato in Germania, Neuendorff emigrò con suo padre negli Stati Uniti nel 1855.  A New York, dove si stabilirono, studiò violino con G. Matzka e Joseph Weinlich, e pianoforte, teoria musicale e composizione con Gustav Schilling. Nel 1859 debuttò come pianista in un concerto alla Dodworth Hall. Nel 1861 fece una lunga tournée in Brasile, da violinista.
Nel 1864 tornò negli Stati Uniti, stabilendosi a Milwaukee. Qui divenne direttore dell'orchestra al German Theatre e direttore di coro della Carl Anschutz's German Opera Company. Successivamente succedette ad Anschutz come direttore d'orchestra.
Nel 1867 divenne direttore del New Stadt Theatre di New York. Qui diresse la prima esecuzione statunitense dell'opera Lohengrin di Wagner, il 3 aprile 1871, e La Valchiria, il 2 aprile 1877. Nel 1872 invitò Theodor Wachtel e con Carl Rosa, diedero una stagione di opera italiana all'Academy of music. In quello stesso anno fondò il Germania Theatre a New York, del quale fu direttore per undici anni. Durante questo periodo fu anche organista  in una chiesa e direttore di una corale. Nel 1875 diede una stagione di opera tedesca con Wachtel e Madame Pappenheim, dirigendo i concerti di Beethoven, e nel 1876 venne inviato al Festival di Bayreuth come corrispondente del New Yorker Staats-Zeitung.  Nella stagione 1878-79 diresse la New York Philharmonic Society in assenza di Theodore Thomas, che era momentaneamente a Cincinnati.  La prima esecuzione della Sinfonia n. 2 di Brahms venne data dalla Philharmonic orchestra sotto la direzione di Neuendorff il 3 ottobre 1878. Il 21 dicembre 1878 diresse la stessa orchestra nel corso della prima esecuzione americana della Francesca da Rimini, Fantasy after Dante di  Pëtr Il'ič Čajkovskij. Per la stagione 1879-1880 Thomas tornò da Cincinnati e divenne direttore della Philharmonic con  Neuendorff e Leopold Damrosch.  Neuendorff iniziò la composizione di opere e operette, molte delle quali vennero scritte su libretti in lingua tedesca oltre che in lingua inglese. Successivamente tradusse opere tedesche in inglese per poterle rappresentare a Broadway, come  Die Afrikareise di Franz von Suppé.
Fra il 1884 ed il 1889 si trasferì a Boston e l'11 luglio 1885, diresse il primo "Promenade Concert", alla guida della Boston Pops Orchestra, alla Boston Music Hall. Il primo programma comprendeva una prima esecuzione dal titolo di An Evening with Bilse, quale inizio di un pout-pourrì che metteva insieme scarti di musiche di Beethoven e Strauss, Wagner e Weber. Dato che tutto il programma era imperniato su musiche europee, il pubblico del primo "Promenad Concert" non poteva immaginare che stava assistendo al lancio una tradizione particolarmente americana.
Nel 1889 divenne direttore della Emma Juch's Grand Opera Company. Due anni dopo si trasferì a Vienna con sua moglie, la cantante Georgina von Januschowsky. Nel 1895 tornò a New York dove morì nel 1897.

## Opere
Fra le sue composizioni vi sono due sinfonia|sinfonie, opere, e numerosi altri pezzi sia vocali che strumentali.
- The Rat-Charmer of Hamelin/Der Rattenfänger von Hameln (opera, 1880)
- Don Quixote (opera, 1882)
- Prince Waldmeister (opera, 1887)
- The Minstrel (opera, 1892)